# Kloun

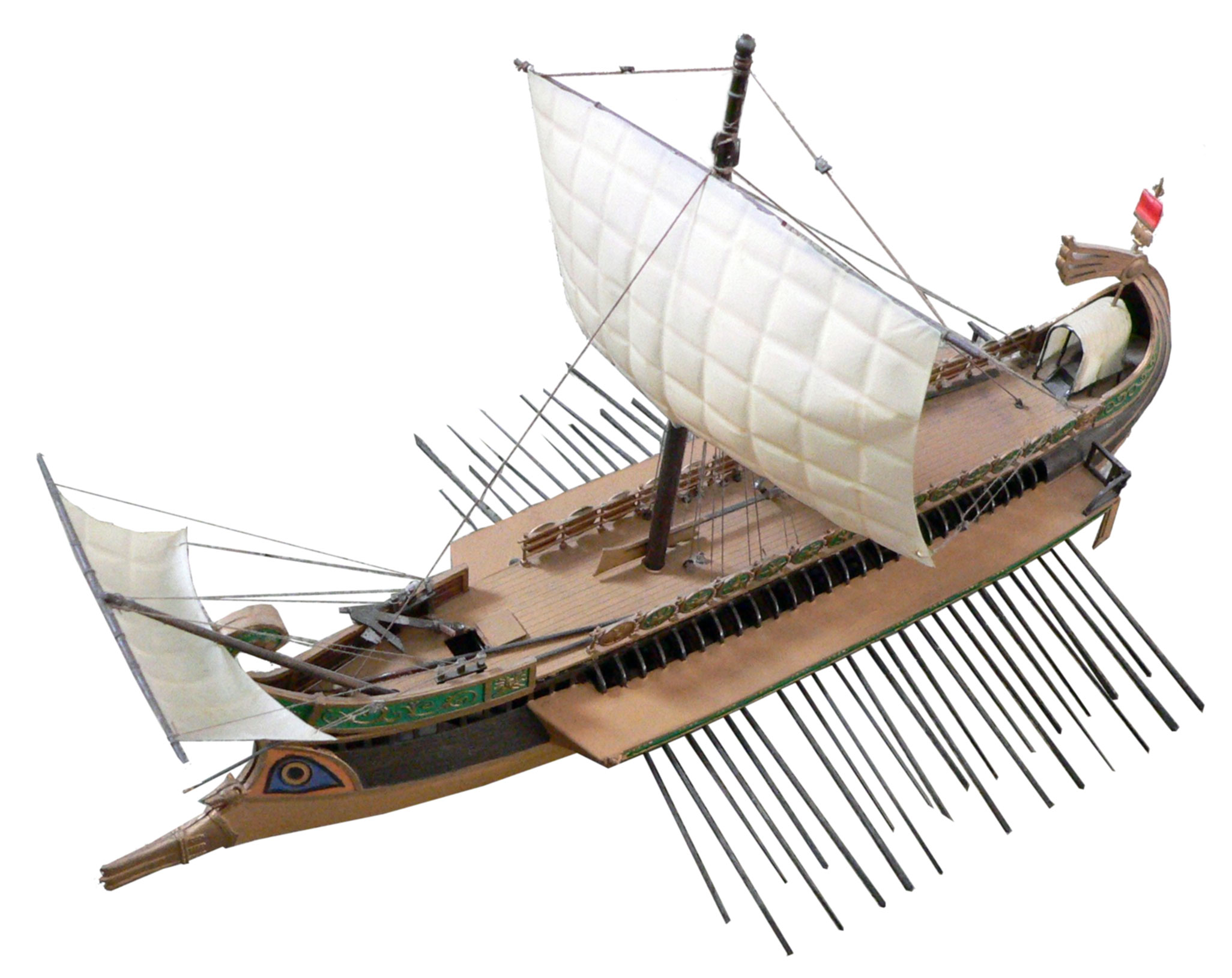
Model římské trirémy s výrazným klounem

Kloun je zbraň v podobě mohutného podvodního hrotu, který byl umisťován na příď válečných lodí pod čarou ponoru. Obvykle měřil mezi 2 až 3,5 m a jeho úkolem bylo prorazit bok nepřátelské lodi při čelním útoku (taranu). Z výzbroje moderních lodí vymizel na počátku 20. století, kdy rozvoj děl učinil z taranu pouze velmi mimořádné a zoufalé řešení. Poslední velkou bitvou, v níž se kloun uplatnil jako zásadní zbraň, byla bitva u Visu.

## Starověk
Klouny se na válečné lodě osazovaly již od starověku. Většinou byly konstrukční součástí lodní přídě, někdy tvořily její oddělitelné příslušenství. Ve starověku se kloun uplatnil zejména při námořních bitvách, jako byla například bitva u Salamíny, v níž Řekové porazili Peršany, či bitva u Actia, v níž se Marcus Antonius a Octavianus utkali o vládu ve starověkém Římě. V poslední fázi útoku poháněli loď většinou veslaři.

## Novověk

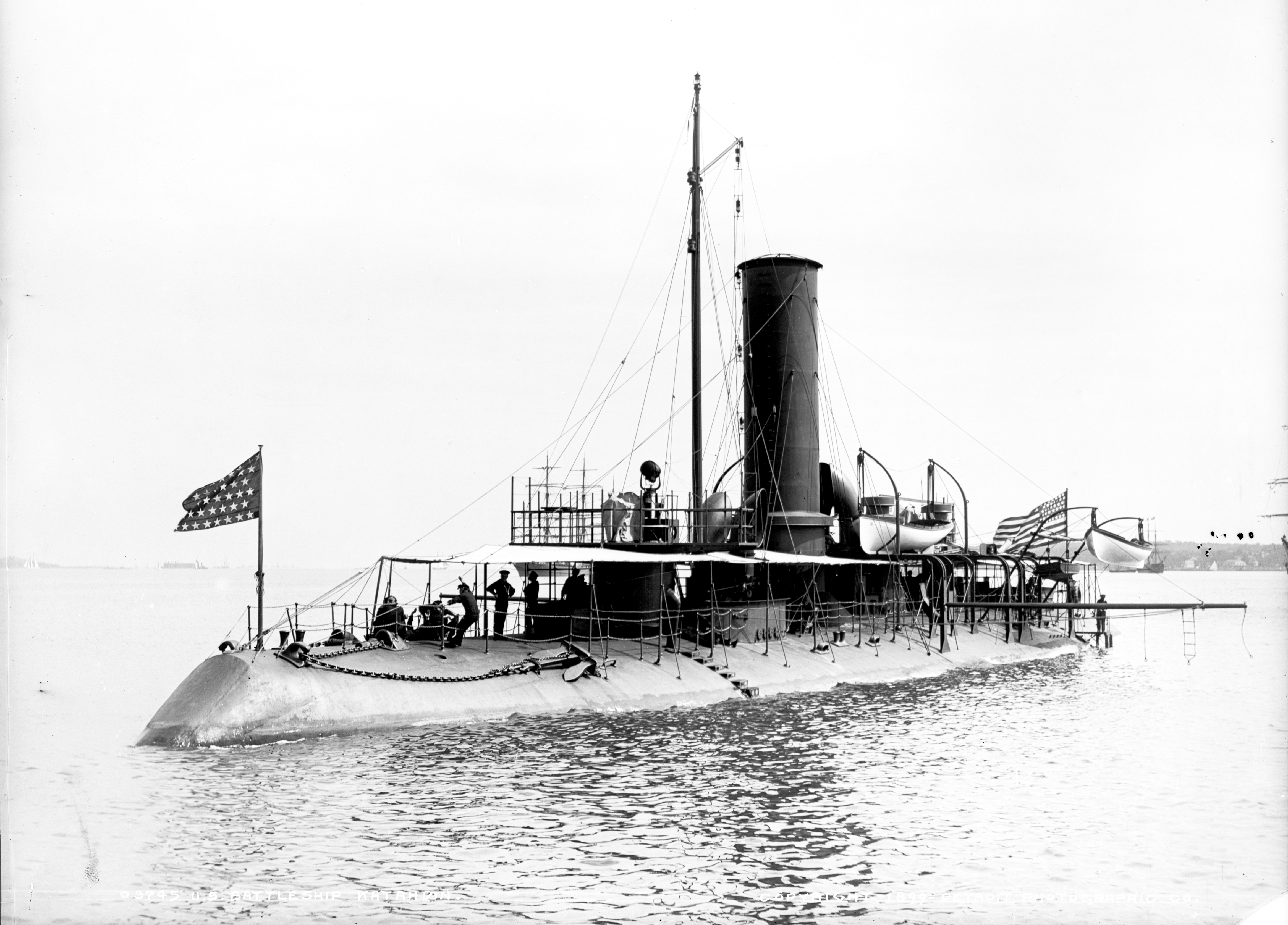
Katahdin, loď pro útok klounem

Později význam klounu upadl díky rozvoji střelných zbraní, které umožnily vést operace na tak velkou vzdálenost, že se použití taranu a tím i klounu stalo bezpředmětné. To trvalo do poloviny 19. stoleti, kdy lodě začaly dostávat železné, kompozitní a později ocelové pancéřování a zepředu nabíjená, hladkohlavňová černoprachá děla na ně přestala stačit. Poté, co rakouský admirál Tegetthoff použil taranování jako vítěznou taktiku proti silnějším italským lodím v bitvě u Visu (Lissy) v roce 1866, byly klouny vybavovány všechny větší lodě až do konce 19. století, ba až do konce 1. světové války. Bylo dokonce postaveno několik málo speciálních pancéřovaných plavidel s klounem jako hlavní zbraní. Příkladem může být Katahdin.

Jediná loď, která využila klounu při potopení ponorky byla HMS Dreadnought, která 18. března 1915 taranováním potopila německou ponorku SM U-29. Ke srážce došlo  v úžině Pentland Firth oddělující Orknejské ostrovy od Caithness na severu Skotska.